# Henri de Marle (1362-1397)
Pour les articles homonymes, voir Henri de Bar et Henri de Marle.
Henri de Bar, né après 1364, mort en 1397, fut seigneur de Marle (du chef de sa femme). Il était le fils aîné de Robert Ier, duc de Bar et de Marie de France. Il était également appelé Henri d'Oisy, du nom de la terre donnée à son épouse Marie de Coucy à l'occasion de son mariage.

## Biographie
Henri de Bar est le fils de Robert Ier, duc de Bar et de  Marie de France (1344-1404), fille de Jean II le Bon, roi de France, et de Bonne de Luxembourg. Il est donc le petit-fils d'Henri IV, comte de Bar, et de Yolande de Flandre par son père, et petit-fils du roi Jean II le Bon par sa mère.
Il nait après 1364, son père se mariant cette année là.
Il a plusieurs frères et sœurs :
- Yolande (1365-1431), mariée en 1380 à Jean Ier, roi d'Aragon (1350-1396), d'où Yolande d'Aragon x Louis II d'Anjou en 1400, et la suite des ducs de Bar après 1431 avec le roi René ;
- Philippe (1372-1404), marquis du Pont, marié en 1384 à Yolande d'Enghien (fille de Louis d'Enghien) ; meurt dans une prison turque en 1404, fait prisonnier après la Bataille de Nicopolis de 1396 ;
- Charles (1373-1392), seigneur de Nogent-le-Rotrou ;
- Marie (1374), mariée en 1384 à Guillaume II, margrave de Namur (1355-1418) ;
- Bonne (morte en 1400), mariée en 1393 à Waléran III de Luxembourg (1357-1415), comte de Ligny-en-Barrois et de Saint-Pol ;
- Édouard III, duc de Bar (1377-1415), tué à la bataille d'Azincourt ;
- Jeanne (morte en 1402); mariée en 1393 à Théodore II Paléologue, marquis de Montferrat (1361-1418) ;
- Jean de Bar, seigneur de Puisaye (1380-1415), tué à la bataille d'Azincourt ;
- Louis Ier (mort en 1431), cardinal-évêque de Verdun et duc de Bar à la suite de son frère ;
- Yolande la jeune (morte en 1421), mariée en 1400 à Adolphe duc de Juliers et de Berg (vers 1370-1437).

Très tôt, il fut fiancé à Isabelle de Lorraine, fille de Jean Ier, duc de Lorraine.
En 1374, il se rend à la cour de son oncle Charles V, roi de France. Les enfants du duc sont en effet élevés dans la proximité de la cour du roi : le 4 janvier 1377, il fait partie, avec son frère Philippe, en tant que pages, aux côtés de leur père, d'une royale chevauchée : huit cents personnes (la cour, les hauts personnages du royaume, de nombreux prélats, etc.) accompagnant le roi Charles V parti à la rencontre de son oncle l'empereur Charles IV, oncle du roi, venu avec son fils Venceslas, rendre une dévotion en l'abbaye de Saint-Maur-les-Fossés. Ils participent également au convoi funèbre du 4 octobre 1380, conduisant le corps du roi Charles V, mort le 16 septembre dans la basilique Saint-Denis.
Il est armé chevalier, de même que son frère Philippe, lors du sacre de Charles VI, leur cousin.
Ses fiançailles furent rompues et sa fiancée épousa en 1386 Enguerrand VII (mort en 1397) sire de Coucy, tandis qu'il se maria en janvier 1384 avec Marie de Coucy (1366-1405), fille de ce même Enguerrand et de sa première épouse Isabelle d'Angleterre, fille du roi d'Angleterre Édouard III. Marie de Coucy, appelée par la suite Marie de Bar la Jeune, pour la distinguer de la duchesse Marie sa belle-mère, reçoit à l'occasion de son mariage la terre d'Oisy et devient en 1397 comtesse de Soissons en partie.
De Marie de Coucy, il eut deux enfants, dont Enguerrand mort en bas âge, et un fils, Robert (1390-1415), qui sera comte de Marle et de Soissons.
En 1384, Henri, qui dispose donc de moyens, donne à sa sœur Marie, dix mille livres à l'occasion de son mariage avec Guillaume de Namur.
Il assiste en juillet 1385, avec son frère Philippe et leurs épouses, au mariage du roi Charles VI en la cathédrale d'Amiens et en octobre à Bar, il donne son adhésion en tant que fils aîné à un échange entre son père et Yolande de Flandre.
Henri et son frère Philippe, en tant que fils aînés du duc Robert, ratifient en avril 1388 les lettres du duc définissant le douaire de sa femme (lettres confirmées par le roi Charles VI en août 1389).
En tant que familier de la cour et cousin du roi, Henri assiste aux grandes festivités de celle-ci comme en mai 1389 le grand tournoi suivi de bals à Saint-Denis. La fête voulue par le roi visait à entourer la cérémonie où il arma chevalier son cousin Louis II d'Anjou, bientôt roi de Naples et de Sicile, et son frère.
Henri, libéré par les Turcs, après paiement d'une rançon, fait son testament le 1er septembre 1397 à Capo d'Istria en Illyrie. Il traverse Venise, tombe malade à Trévise, on soupçonne qu'il avait contracté la peste en traversant Venise, et y meurt, à l'âge de 35 ans en 1397. Son corps est amené à Paris et enterré dans l'église du couvent des Célestins de Paris, en présence du roi et de toute la cour.

## Carrière
Il participe aux campagnes de Flandre en 1383. Avec Philippe son frère, il est partie prenante d'un grand rassemblement de troupes en Flandre, à l'occasion d'un projet, resté sans suites, de débarquement en Angleterre sous la conduite du duc de Bourgogne Philippe II de Bourgogne (Philippe le Hardi).
Il est présent lors de l'expédition de Gueldre en 1388. Il revient dans le Barrois et le gouverne avec son père, fréquemment immobilisé par des crises de goutte.
Henri et Philippe de Bar accompagnent en fin d'année 1389 le roi Charles VI lors de son voyage dans le sud du royaume pour traiter de différents sujets : rencontre avec le pape d'Avignon Clément VII (antipape), sacre de Louis II d'Anjou comme roi de Naples, hommage du comte de Foix Gaston III de Foix-Béarn, reprise en mains du Languedoc.
En 1390, le roi verse à Henri plusieurs sommes d'argent : cinq cents francs en considération de ses services en mars>, deux mille francs d'or en mai, dix mille francs d'or en juin, tandis que son frère Philippe reçoit en octobre deux mille francs d'or en qualité de capitaine des gens d'armes du roi.
En 1396, Henri de Marle négocie avec Jean-Galéas Visconti, duc de Milan, la neutralité de ce dernier à propos du protectorat de la France sur la république de Gênes. Puis il s'engage aux côtés du duc de Nevers dans une croisade contre les Ottomans. Il est fait prisonnier à l'issue de la Bataille de Nicopolis, le 25 septembre 1396, est libéré contre rançon, mais meurt près de Venise, à Trévise, lors de son retour.
En tant que fils aîné, Henri de Marle pouvait espérer succéder à son père à la tête du duché de Bar. Mais Henri meurt en 1397 avant son père qui lui décède en 1411. Robert Ier, duc de Bar, son père, ne partage ses biens qu'en 140. Robert de Marle, ou Robert de Bar, fils d'Henri, pouvait prétendre au duché de Bar en tant qu'héritier du fils aîné. Néanmoins Robert Ier préfère laisser son duché à un fils cadet, le futur Édouard III de Bar. En dédommagement, Robert de Marle reçoit, entre autres, l'ensemble des biens de son arrière-grand-mère Yolande de Flandre en Flandre maritime (héritage de son père Robert de Cassel), c'est-à-dire les seigneuries de Dunkerque, Gravelines, Bourbourg, etc. L'Histoire va réunir une nouvelle fois les deux protagonistes, Édouard III et Robert de Marle : ils trouvent tous les deux la mort lors de la bataille d'Azincourt en 1415. La fille et unique héritière de Robert, Jeanne de Marle va hériter de ses biens. J.-J. Carlier donne la liste des seigneurs de Dunkerque en s'arrêtant au roi Louis XIV, mais ces biens restèrent dans le domaine royal jusqu'au dernier d'entre eux Louis XVI (voir châtellenie de Bourbourg).

## Sources
- Georges Poull, La Maison souveraine et ducale de Bar, 1994 [détail de l’édition]
- J.-J. Carlier, « Henri d'Oisy, fragment d'études historiques », Mémoire de la Société dunkerquoise pour l'encouragement des sciences, des lettres et des arts,‎ 1858, p. 81-243 (lire en ligne).